# Schweizerischer Baumeisterverband
Der Schweizerische Baumeisterverband (SBV) ist der Arbeitgeberverband der Baumeister in der Schweiz. Er ist die gesamtschweizerische Berufs-, Wirtschafts- und Arbeitgeberorganisation der Unternehmungen des Hoch- und Tiefbaus sowie verwandter Zweige des Bauhauptgewerbes.

## Geschichte und Organisation
Der SBV besteht seit 1897 und ist als Verein organisiert. Von 1897 bis 1905 wurde der Verband jeweils vom Sitz der Vorortssektion (1897–1899 Bern, 1899–1902 Luzern, 1902–1905 Basel) aus geleitet. 1905 wurde das Vorortssystem durch ein ständiges Zentralsekretariat mit Sitz in Zürich ersetzt.

Gründungsdokument von 1897

Für die Mitglieder der französischsprechenden Schweiz besteht in Lausanne eine eigene Geschäftsstelle, die gleichzeitig die Geschäfte der Romandie führt. Das Sekretariat der Sektion Tessin befindet sich in Bellinzona.
Der Zentralvorstand ist das oberste Führungsorgan des SBV. Er besteht aus dem Zentralpräsidenten, einem Vertreter des Fachverbandes Infra sowie Vertretern der sieben Regionen Romandie, Tessin, Kanton Bern, Nordwestschweiz, Zentralschweiz, Zürich-Schaffhausen und Ostschweiz. Die Romandie hat dabei als einzige Region Anspruch auf zwei Vertreter im Zentralvorstand. Mit Ausnahme des Zentralpräsidenten (Wahl durch die Generalversammlung) werden die Mitglieder des Zentralvorstandes durch die Delegiertenversammlung gewählt. Seit 2015 ist Gian-Luca Lardi Zentralpräsident des SBV.

## Kerngeschäfte und Verbandspolitik
Der SBV vertritt zusammen mit seinen Sektionen, Fachverbänden und -gruppen die überbetrieblichen Interessen seiner Mitglieder im Staat, in der Wirtschaft und in der Öffentlichkeit und engagiert sich namentlich in den Bereichen Arbeitgeberpolitik, Wirtschaftspolitik und Berufsbildungspolitik.
Regelmässig handelt der SBV zudem mit den Gewerkschaften den Landesmantelvertrag, den Gesamtarbeitsvertrag des Bauhauptgewerbes, aus. Der erste Landesmantelvertrag für das Hoch- und Tiefbau-, Zimmer-, Steinhauer- und Steinbruchgewerbe datiert aus dem Jahr 1938. Am 9. Dezember 2015 einigten sich die Sozialpartner darauf, den aktuellen Vertrag mit kleinen Anpassungen um drei Jahre bis Ende 2018 zu verlängern.
Verbandsorgan ist die 1901 gegründete Baufachzeitschrift "Schweizer Bauwirtschaft". Sie erscheint seit Januar 2016 monatlich (früher 14-täglich) und enthält Artikel in den Sprachen Deutsch, Französisch und Italienisch. Die "Schweizer Bauwirtschaft" ist ebenfalls das offizielle Organ der SBV-Fachgruppen Infra Suisse, Schweizer Naturstein Produzenten, Verband Schweizerischer Hartsteinbrüche, Verband Schweizerischer Pflästerermeister, Vereinigung Schweizerischer Geleisebauunternehmer, Interessengemeinschaft der Schweiz. Parkett-Industrie, Schweizerischer Verband Bautenschutz – Kunststofftechnik am Bau und Schweizerischer Verband der Betonbohr- und Betonschneidunternehmungen.